# Ľubovec
Ľubovec je obec na Slovensku, v okrese Prešov v Prešovském kraji. Obec se v minulosti sloučila s obcí Ruské Pekľany. Žije zde 498 obyvatel, rozloha katastrálního území činí 15,5 km².

## Poloha
Obec se nachází na jižním okraji Šarišské vrchoviny v údolí přítoků Svinky. Mírně členitý povrch leží v nadmořské výšce 274–687 m, střed obce leží ve výšce 320 m n. m. Území tvoří krystalické druhohorní a flyšové horniny, je částečně odlesněno. Lesní porosty jsou tvořeny duby a buky.
K obci patří také obec Ruské Pekľany (maďarsky Pillerpeklény), která byla připojena v roce 1964.

### Sousední obce
Sousedními obcemi jsou na severu Radatice, na východě Ličartovce, na jihu Obišovce a Veľká Lodina, na jihozápadě Malá Lodina a na západě Suchá Dolina.

## Historie

### Ľubovec
První písemná zmínka o obci Ľubovec pochází z roku 1337, kde je uvedena jako Lobolch a byla majetkem rodu Abovců z Drienova. Později obec byla v majetku hradu Kysak. Další název v roce 1334 byl Lubouch, v roce 1427 byla uváděna jako Lybolch a náležela Somosyovcům, v roce 1773 byla uváděna jako Lubowecz. patřila rodu Pulskovců a od roku 1920 nese název Ľubovec; maďarsky Lubóc. V roce 1427 měla 11 usedlostí, v roce 1787 žilo v 59 domech 473 obyvatel, v roce 1828 žilo 565 obyvatel v 75 domech. Hlavní obživou bylo zemědělství a povoznictvím. V meziválečném období se živili zemědělstvím a sezonním pracemi v lese. 

### Ruské Pekľany
První písemná zmínka o obci Ruské Pekľany pochází z roku 1335, kde je uvedena jako Poculnych a byla majetkem rodu Abovců z Drienova. Později nesla název Poklen v roce 1427 nebo Orosz Peklín, Peklanky z roku 1773, v roce 1808 se nazývaly Ruské Peklany, v roce 1920 Pekľany a od roku 1927 Ruské Pekľany, maďarsky Pillerpeklén. V roce 1427 byla ves daněna z 11 port, v roce 1787 žilo v 34 domech 227 obyvatel. Hlavní obživou bylo zemědělství, chov dobytka a práce v lese. V roce 1964 nyla ovec připojena k obci Ľubovec.

## Pamětihodnosti

### Ľubovec
- Řeckokatolický Chrám Narození přesvaté Bohorodičky z roku 1794 postavený v barokně klasicistním slohu je jednolodní stavba s půlkruhovým závěrem a představěnou věží.[7]
- Kúria z konce 18. století postavena v barokně klasicistním slohu je přízemní trojtraktová stavba postavena na půdorysu obdélníku. Ve střední části zadní fasády je umístěn arkádový polygonální rizalit.[8][9]

### Ruské Pekľany
- Řeckokatolický kostel Chrám Ochrany Presätej Bohorodičky z roku 1865 postavený v barokně klasicistním slohu je jednolodní stavba s čtvercovým závěrem a představěnou věží.[10]
- Kaštel z 2. třetiny 18. století postaven v rokokového stylu, v polovině 19. století částečně přestavěn v pozdně klasicistním stylu je s parkem, který jej obklopuje kulturní památkou Slovenska.[11][12][13]

## Osobnosti
- Blahoslavený Pavel Peter Gojdič (1888–1960) – řeckokatolický řeholník, biskup a mučedník, 6. eparcha prešovský

## Galerie

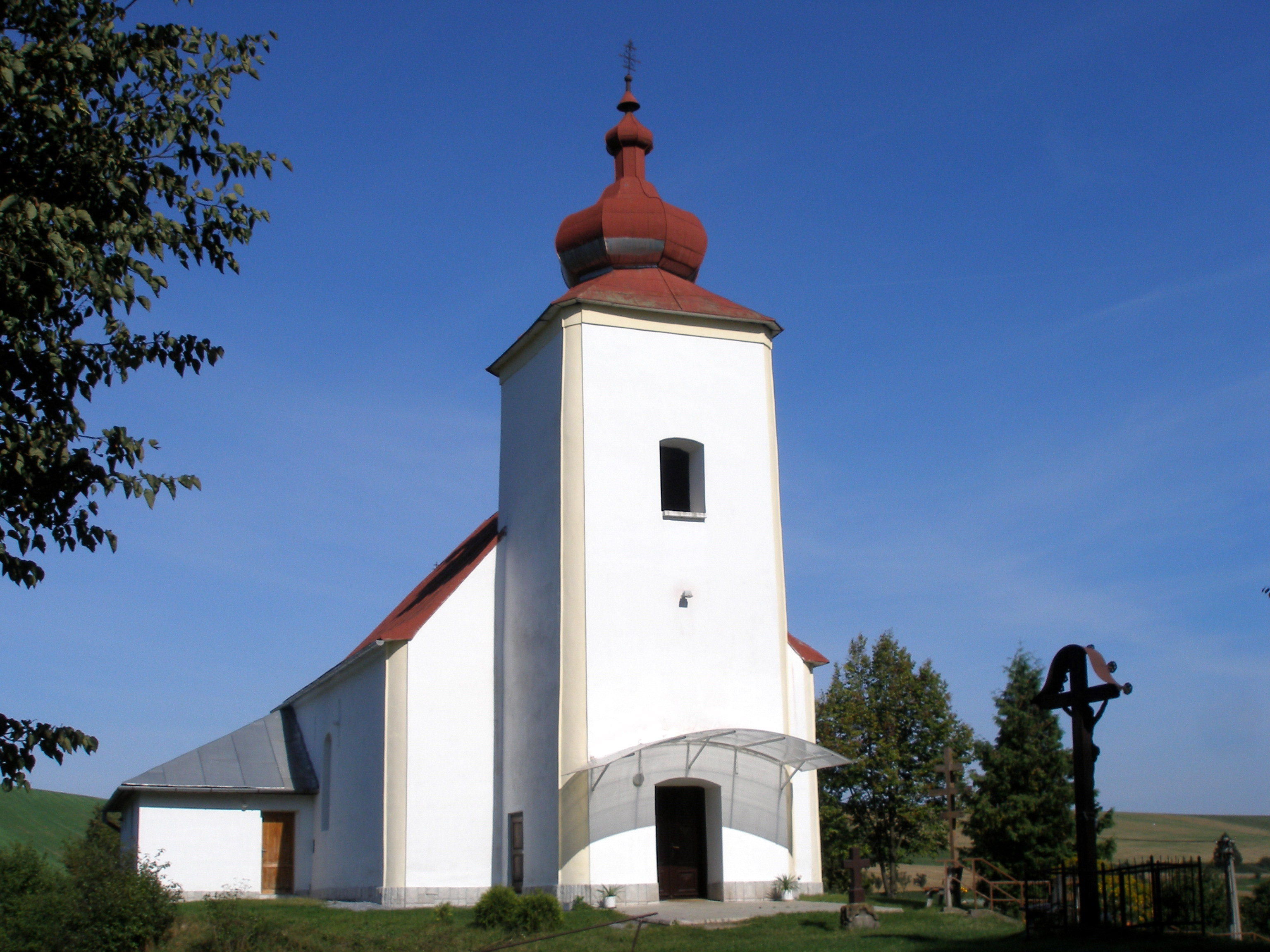
Kostel v obci Ľubovec
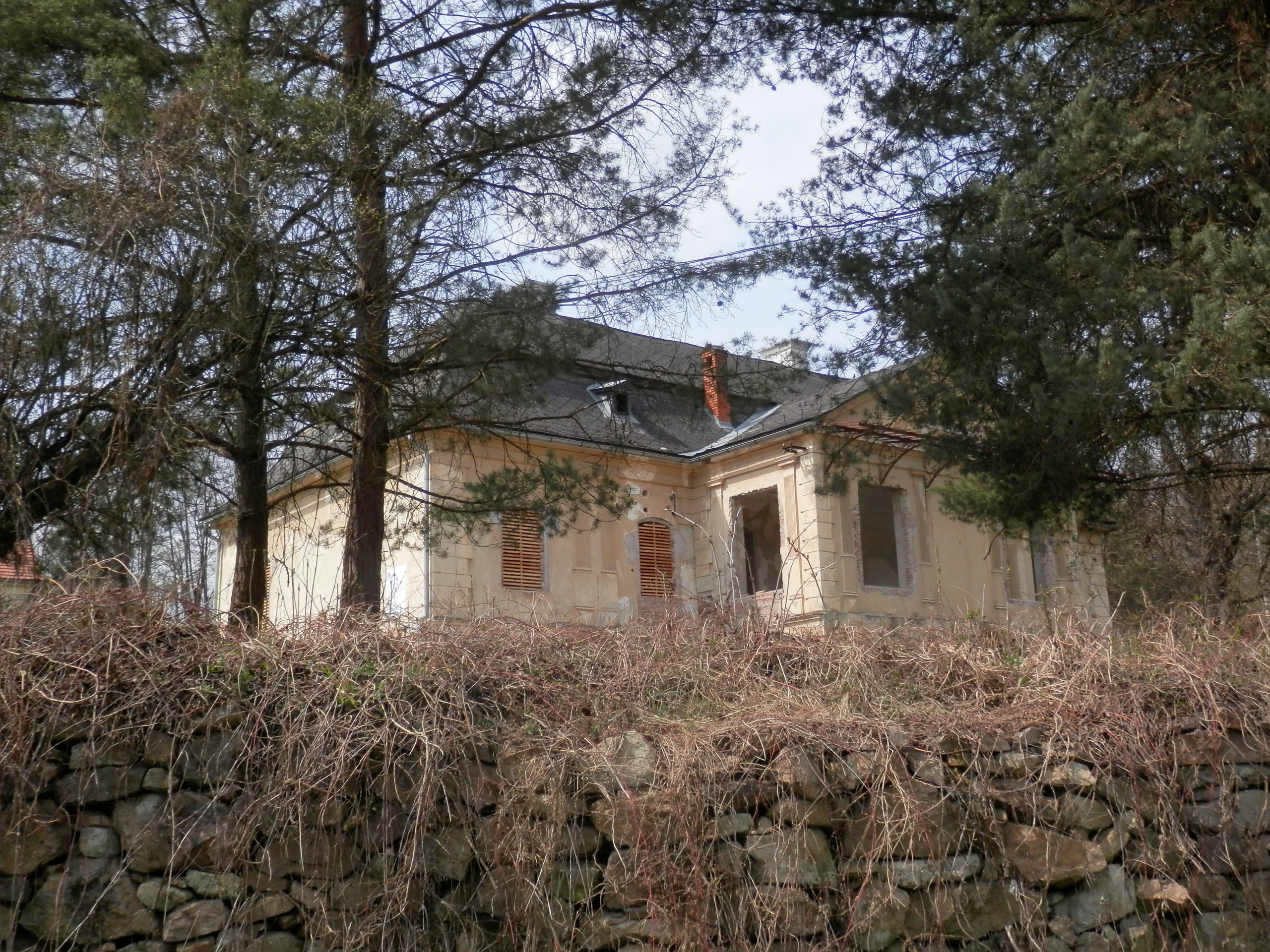
Kaštel v obci Ruské Pekľany
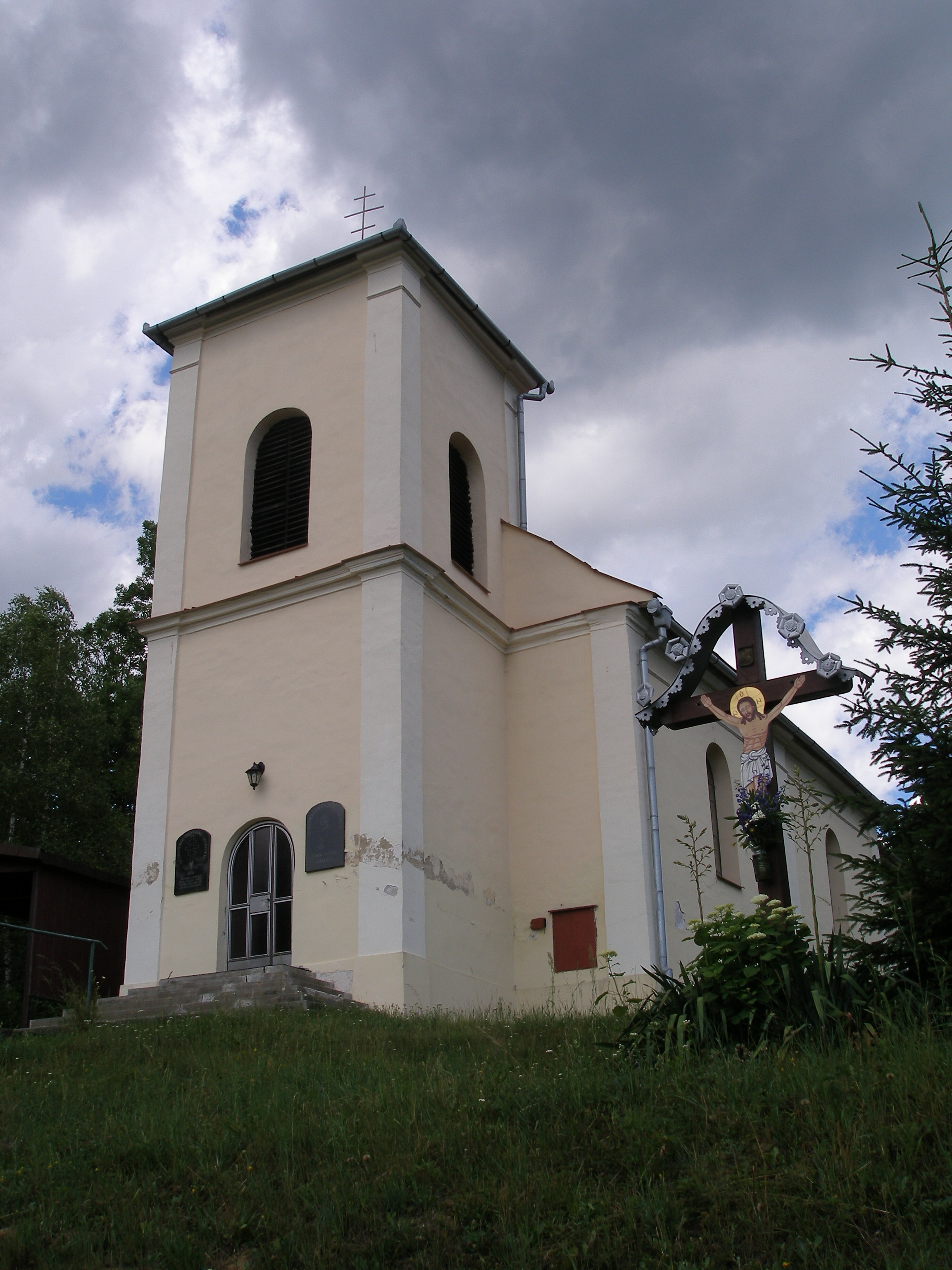
Kostel v obci Ruské Pekľany